# Крушев дол
Крушев дол е село в Южна България. Намира се в община Мадан, област Смолян.

## География
Село Крушев дол се намира в планински район.

## Културни и природни забележителности
В Крушев дол се намира известният рудник „Крушев дол“, от който се добиват множество руди с отлично качество.